# Merkwiller-Pechelbronn
Merkwiller-Pechelbronn é uma comuna francesa na região administrativa de Grande Leste, no departamento Baixo Reno. Estende-se por uma área de 3,77 km². Em 2010 a comuna tinha 935 habitantes (densidade: 248 hab./km²).